# Kevin Li
Kevin Li (* 11. Juli 1986 in Hongkong) ist ein kanadischer Badmintonnationalspieler. 

## Karriere
Kevin Li gewann bei der Panamerikameisterschaft 2009 Bronze. 2010 und 2013 erkämpfte er sich dort jeweils eine Silbermedaille. Bei den Ontario Championships siegte er 2010. Dritter wurde er bei den Canadian International 2010 und den Peru International 2013, Zweiter bei den Puerto Rico International 2011 und den Santo Domingo International 2011. National gewann er Bronze bei den Titelkämpfen des Jahres 2013.